# فعل الدواء

مقارنة لمنحنيات الاستجابات لمختلف اللجائن حسب الجرعة: ناهض تام، ناهض جزئي، مناهض، ناهض عكسي.

فعل الدواء أو فعل العقار (بالإنجليزية: Drug action)‏ هو تأثير العقار على جسم الإنسان ويسمى الديناميكية الدوائية، أما استجابة الجسم للعقاقير (الأيض ومصيرها من الإعطاء حتى الطرح) فتسمى الحركية الدوائية. ينشِّط العقار الذي يدخل إلى الجسم نوعا من المستقبلات أو القنوات الأيونية، أو يتآثر مع إنزيمات أو بروتينات نقل، ونتيجة لذلك يجعل جسم الإنسان يتفاعل معه بطريقة معينة.
بناء على فعل العقار على المستقبلات يوجد نوعان من العقاقير:
- ناهض وهو العقار الذي ينشط ويفعِّل المستقبل.
- مناهض وهو العقار الذي يثبط عمل المستقبل أو يمنع الناهض من تنشيط المستقبل.

بعد تنشيط العقار للمستقبل، تحدث استجابة مباشرة في الجسم مثل إفراز هرمونات و/أو عقاقير أخرى داخلية المنشأ في الجسم لإحداث استجابات محددة.

## تأثير بنية العقار على فعله
بنية الجزيئات وخاصة (الهيئة ثلاثية الأبعاد) مهمة في في تحديد وظيفتها. توجد العديد من المصاوغات لعقار معين ولكل مصاوغ تأثيراته الخاصة. لا يؤثر اختلاف المصاوغات في الأهداف التي تنشطها أو تثبطها وحسب وإنما في فاعلية العقار كذلك.

### الفاعلية
الفاعلية هي مقياس للنشاط الحيوي الخاص بالعقار يُعبر عنه بمقدار الجرعة المطلوبة منه لإحداث تأثير واستجابة ذات شدة معينة. ولذلك العقارات عالية الفاعلية تتطلب جرعات منخفضة لإحداث استجابات كبيرة. النشاط الجوهري [الإنجليزية] هو معيار آخر يُستخدم لقياس قدرة العقار على إحداث استجابة، ويعرِّف الناهضات بأنها تملك نشاطا جوهريا قيمته 1، ويُعرف المناهضات على أنها تملك نشاطا جوهريا قيمته 0، والناهضات الجزئية تملك نشاطا جوهريا قيمته بين 0 و1.

### الانتقائية
الانتقائية [الإنجليزية] أو التخصصية هي قدرة موقع ارتباط خاص بجزيء كبير (بروتين) على الارتباط بلجائن معينة، وكلما قل عدد اللجائن التي يمكنها الارتباط بالجزيء الكبير كلما زادت انتقائيته. الانتقائية لها علاقة بالألفة وتصف قوة الارتباط (الألفة الكيميائية) بين بروتين ولجين. التآثرات الكهروستاتية والتآثرات الكارهة للماء هي التآثرات الأكثر تأثيرا في تحديد قوة الارتباط والانتقائية بين جزيئين، وقوة هذه التآثرات بين البروتين ولجينه لها علاقة إيجابية مع انتقائيتهما لبعضهما البعض.
تستثمر شركات الدواء مجهودات مهمة في تصميم أدوية تتآثر بشكل انتقائي مع مستقبلات محددة، لأن العقارات غير الانتقائية تسبب أضرارا جانبية أكبر. أحد الأمثلة هو العقار داخلي المنشأ أسيتيل كولين (ACh) الذي يُستخدم بواسطة الجهاز العصبي اللاودي لتنشيط مستقبلات الموسكارين [الإنجليزية] وبواسطة الجهاز العصبي العضلي لتنشيط المستقبلات النيكوتينية. في حين أن مركبي المسكارين والنيكوتين بشكل مفرد يمكنهما التآثر انتقائيا مع واحد من هذين المستقبلين وتنشيطه دون تنشيط الآخر، في حين أن الأسيتيل كولين ينشط كليهما.

### الألفة
لا يمكن التحدث عن انتقائية العقاقير دون التحدث عن ألفتها. الألفة هي مقياس لشدة ارتباط العقار بالمستقبل، إذا كان العقار لا يرتبط جيدا فإن فعله سيكون ضعيفا ومدته قصيرة واحتمال ارتباطه يكون أقل. يمكن قياس ذلك رقميا باستخدام ثابت الانحلال KD. قيمة ثابت الانحلال هي نفس قيمة تركيز العقار حين تكون 50% من المستقبلات مرتبطة.
يمكن التعبير عن ثابت الانحلال بالمعادلة KD = [العقار] [المستقبل][مركب العقار مستقبل]
لكن قيمة ثابت الانحلال تتأثر كذلك بالهيئة ثلاثية الأبعاد، ارتباط، وحجم العقار والمستقبل. وكلما كان ثابت الانحلال أكبر كانت ألفة العقار أقل.